# Andrena hypopolia
Andrena hypopolia là một loài Hymenoptera trong họ Andrenidae. Loài này được Schmiedeknecht mô tả khoa học năm 1884.